# Oberennepe
Oberennepe war eine Hofschaft in der Stadt Halver im Märkischen Kreis im Regierungsbezirk Arnsberg in Nordrhein-Westfalen (Deutschland). Der Wohnplatz fiel 1929 wüst.

## Lage und Beschreibung
Oberennepe lag auf einer Höhe von 351 m ü. NHN im westlichen Halver nordöstlich von Nonnenennepe nahe der Bundesstraße 229. Weitere Nachbarorte waren Niederennepe, Löhrmühle, Eschen, Büchen, Schmalenbach und Büchermühle.
Der Fluss Ennepe fließt ein Stück westlich an der Wüstung vorbei.

## Geschichte
Oberennepe wurde erstmals 1757 urkundlich erwähnt, die Entstehungszeit der Siedlung wird aber für den Zeitraum zwischen 1400 und 1500 in der Folge der späten mittelalterlichen Ausbauperiode vermutet. Der Hof war ein Abspliss des Hofs Nonnenennepe.
1818 lebten vier Einwohner im Ort. 1838 gehörte Oberennepe der Eickhöfer Bauerschaft innerhalb der Bürgermeisterei Halver an. Der laut der Ortschafts- und Entfernungs-Tabelle des Regierungs-Bezirks Arnsberg als Ackergut kategorisierte Ort besaß zu dieser Zeit ein Wohnhaus und drei landwirtschaftliche Gebäude. Zu dieser Zeit lebten sieben Einwohner im Ort, allesamt evangelischen Glaubens.
Das Gemeindelexikon für die Provinz Westfalen von 1887 gibt eine Zahl von acht Einwohnern an, die in zwei Wohnhäusern lebten.